# New Japan Pro-Wrestling
New Japan Pro-Wrestling (NJPW) (яп. 新日本プロレスリング株式会社 син нихон пурорэсурингу кабусики гайся) — японский рестлинг-промоушн, основанный 13 января 1972 года Антонио Иноки.
В 2005 году NJPW был продан компании Yuke’s, занимающейся разработкой компьютерных игр. В 2012 году федерация была продана другой компании — Bushiroad, которая также занимается разработкой компьютерных игр. Миноритарными долями компании владеют TV Asahi и Amuse. С сентября 2013 года председателем правления является — Наоки Сугабаяси, с октября 2020 года президент компании — Таками Обари.
NJPW транслируется на одной из крупнейших телевизионных сетей Японии — TV Asahi, и является вторым промоушеном в мире по посещаемости и прибыли, уступая первую строчку WWE. Особенностью NJPW можно считать склонность к тесному сотрудничеству с другими федерациями реслинга — World Championship Wrestling, WWE, All Elite Wrestling, Total Nonstop Action Wrestling, Ring of Honor, WAR, а также с MMA промоушенами, такими, как Pride. С момента своего создания NJPW было частью National Wrestling Alliance, но в 1986 покинула NWA. Самое большое шоу в NJPW проводится с 1992 года и приходится на 4 января. Проходит это шоу на арене «Токио Доум». С 2007 года данное событие имеет название Wrestle Kingdom. Самыми крупными, старейшими и престижнейшими турнирами NJPW считаются G1 Climax, World Tag League и Best of the Super Juniors.

## Основание

### Попытка захвата власти в Japan Pro-Wrestling Alliance
После смерти Рикидодзана Гигант Баба, Антонио Иноки и остальные члены Japan Pro-Wrestling Alliance (JWA), недовольные непрозрачной бухгалтерией, тайно планировали потребовать отставки некоторых руководителей. Все они подписали петицию, в которой говорилось, что если их требования не будут выполнены, то они все покинут компанию. Уманосукэ Уэда сообщил руководителям, что Иноки пытается захватить власть в JWA.

#### 1971 год
- 4 ноября. Иноки и Уэда проводят встречу. На встрече Уэда сказал: «Высокомерие руководителей Japan Pro Wrestling слишком велико». «Я бы хотел, чтобы вы объединились с ними и провели реформу», — согласился Иноки[6].
- 5 ноября. Уэда вызывает Бабу, говоря, что ему нужно кое-что обсудить наедине. Иноки также присутствует на встрече[7].
- 18 ноября. Иноки и Уэда вызвали Бабу в отель «Кэйо Плаза» и раскрыли ему конкретный план реформ. Содержание предложения заключалось в том, чтобы «провести внеочередное заседание совета директоров и потребовать отставки Дзюнзо Хоуносато, Мичиаки Йошимуры и Кокичи Эндо»[6].
- 19 ноября. Семнадцать рестлеров JWA, за исключением Кинтаро Ооки и Масанори Тогучи, подписали законопроект о реформе[6].
- 26 ноября. Состоялось внеочередное заседание совета директоров. В ночь встречи Ёсиносато, Ёсимура и Великий Кодзика отправились в закусочную в Синдзюку. Уэда позвонил в закусочную, где находились трое, и сообщил, что Иноки планирует изменить устав компании и стать президентом. Не понимая ситуации, Ёсиносато вызвал Уэду в закусочную, где спросил того, только ли Иноки планировал это, участвовал ли Уэда в этом, и участвовал ли Баба. Уэда ответил: «Сначала мы были друзьями, но я позвал тебя, потому что думал, что это будет большой проблемой», «Баба-сан знает», «Баба-сан пойдет с Иноки-сан» и так далее. Баба также был вызван в ту же закусочную, что и Уэда, и когда Ёсинори спросил Бабу об этом, Баба ответил: «Я ничего об этом не знаю. После этого руководители стали настороженно относиться к перемещениям Иноки»[6].
- 28 ноября. Состоялось внеочередное заседание совета директоров. Баба и Иноки, которые также были руководителями, обнародовали совместное письмо, подписанное рестлерами, и потребовали четкого бухгалтерского учёта и разумного управления Japan Pro Wrestling Alliance[6][7].
- 29 ноября. Эндо подошел к Уэде в гимназии «Бунка» в Иокогаме, где Эндо взял у Уэды объяснения о поведении Иноки, а Уэда также рассказал Эндо о разговоре в закусочной в Синдзюку. В это же время Эндо начинает кампанию по прекращению деятельности Иноки[6].
- 1 декабря. Баба звонит Уэде на станцию Киото и спрашивает Уэду о передвижениях Иноки. В поезде «Токайдо-синкансен» по пути в Нагою Баба также усадил его на сиденье рядом с собой и расспросил о ситуации (Баба зарезервировал место в другом вагоне поезда, нежели остальные). На этом месте Уэда объяснил Бабе, что Иноки стал президентом новой компании и что ему сказали подготовить собственный сертификат с печатью. Баба ответил: «Это настоящий переворот». Баба не сошел с поезда на станции Нагоя, а сразу вернулся в Токио, чтобы доложить Ёсинори о передвижениях Иноки, а затем отправился прямо в спортзал префектуры Айти, где в тот же день должен был состояться матч[6][7].
- 2-3 декабря. Уэда пропускает шоу в Хамамацу и Ямагате, он и юрисконсульт JWA составляют жалобу на поведение Иноки. На шоу в Ямагате Ёсинори встречается с Бабой. В этот момент план Иноки становится известен ассоциации. В то же время, в день турнира в Ямагате, Баба уходит с поста председателя и директора, а Иноки также выходит из состава правления[6][7].
- 5 декабря. После возвращения в Токио из турне по Сендаю, Иноки провел экстренное собрание рестлеров. На встрече Иноки извинился за свои действия. Однако Оки, новый председатель компании, объявил, что он будет голосовать по вопросу наказания Иноки 6 декабря[6].
- 6 декабря. Незадолго до шоу в Ибараки ассоциация рестлов объявила, что «Иноки был исключен из ассоциации, и мы бы хотели, чтобы он не выступал после шоу в Мито. Если Иноки будет разрешено участвовать в турнире, то все рестлеры будут отсутствовать на шоу в Мито». Однако Котецу Ямамото не подписал письмо. Ёсиносато сказал: «Это создаст проблемы для промоутера. Мы примем решение о наказании Иноки после выступлений». Ямамото сказал Иноки, что будет принято решение об исключении Иноки. В тот день он планировал остаться в Мито, но изменил свои планы и в тот же день вернулся в Токио[6].
- 7 декабря. Рестлеры отправляются в Саппоро на шоу в Sapporo Nakajima Sports Centre, но Иноки вместе с Ямамото и Юссефом Тюрком летят отдельными рейсами[6].
- 8 декабря. После возвращения в Токио из Саппоро Иноки госпитализирован и пропустит оставшуюся часть турнира[6].
- 9 декабря. В спортзале префектуры Осака Сейджи Сакагучи заменил Иноки, чтобы бросить вызов Дори Фанку-младшему за титул чемпиона мира NWA в тяжелом весе. В связи со сменой участников были оформлены возвраты билетов, но лишь небольшое количество зрителей вернули деньги[6].
- 10 декабря. На данный момент решение об изгнании Иноки из компании принято внутри компании, идет подготовка к пресс-конференции 13 декабря[6].
- 11 декабря. Иноки вызывает Ямамото в боулинг в Нэрима, где Ямамото заявляет, что будет драться с Иноки[6].
- 13 декабря. На шоу Japan Pro-Wrestling в Дайканъяме состоялась пресс-конференция, посвященная отстранению Иноки. Президент Йошино Сато, председатель Оки и председатель Йошиказу Хираи заявили: «Иноки исключен из Japan Pro-Wrestling. Причина в том, что он планировал захватить Japan Pro-Wrestling и взял важные документы компании без разрешения» и «Мы не будем привлекать Бабу к ответственности за его действия», — говорится на пресс-конференции. Он сообщил, что была представлена резолюция об исключении Иноки, подписанная и скрепленная печатью всей ассоциации рестлеров. В соответствии с этим Иноки был исключен из Japan-Pro Wrestling. После пресс-конференции Оки, Сакагучи, Осика и другие рестлеры, как говорят, праздновали (Баба и Уэда отсутствовали)[6].
- 14 декабря. Иноки провел опровергающую пресс-конференцию в отеле Keio Plaza, и на ней Иноки заявил, что без колебаний обратится в суд против JWA. В тот же день JWA также провела пресс-конференцию, заявив, что компания приняла решение об исключении других рестлеров. В это же время Тацуми Фудзинами и Осаму Кидо покинули Japan Pro-Wrestling. Юсеф Тюрк был отстранен от участия в JWA (и уволен 12 января 1972 года)[6].

#### 1972 год
- 13 января. Иноки зарегистрировал компанию New Japan Pro-Wrestling[6].
- 26 января. Иноки провел пресс-конференцию в отеле Keio Plaza, где объявил о создании New Japan Pro-Wrestling[6].
- 6 марта. Первое шоу New Japan Pro-Wrestling.

Этот инцидент стал началом разрыва отношений между Бабой и Иноки, и Иноки, основавший New Japan Pro-Wrestling, и Баба, основавший All Japan Pro Wrestling, покинули Japan Pro-Wrestling. Japan Pro-Wrestling позже потерпел крах. Баба, о котором говорили, что он был осторожным человеком, впоследствии никогда не говорил об этом инциденте. Иноки обвинили в предательстве. Уэда, который всегда был добродушным человеком и, как говорят, больше сходился с Иноки, чем с Бабой, был предоставлен сам себе и стал третьей стороной конфликта.
По словам Юсуфа Тюрка, у ассоциации рестлеров был план нападения на Иноки на турнире в Саппоро. В конце концов, Иноки удалось сбежать, потому что он пошел в другое помещений, подготовленное Тюрком.

### Создание New Japan Pro-Wrestling
13 января была создана компания New Japan Pro Wrestling Ltd. В неё вошли Антонио Иноки, Кацудзи Кай, Котецу Ямамото, Кацухиса Шибата, Осаму Кидо, Тацуми Фудзинами, Карл Готч в качестве рестлера и букера, и Юсеф Тюрк в качестве рефери. Из-за давления со стороны Japan Pro-Wrestling, они не могли составить план приглашения иностранных рестлеров. 6 марта в спортзале Ота проходит матч поднятия флага New Japan Pro-Wrestling. Главным событием стал матч без ограничения по времени между Антонио Иноки и Карлом Готчем, победу в котором одержал Карл Готч.

#### 1973 год
1 апреля был объявлен план слияния с Japan Pro-Wrestling, но от него отказались из-за противодействия ассоциации рестлеров Japan Pro-Wrestling, включая Кинтаро Оки. Однако Сейджи Сакагучи перешел в New Japan Pro-Wrestling вместе с Масаши Одзава, Сейджи Кимура, Дайгоро Оширо и рефери Йонетаро Танака. 6 апреля NET TV (ныне TV Asahi) начал транслировать New Japan Pro-Wrestling в своем шоу World Pro Wrestling. 5 ноября Тайгер Джет Сингх попал в заголовки газет, когда напал на Антонио Иноки и Мицуко Байшо на улицах Синдзюку, Токио.

#### 1974 год
В мае был проведен первый турнир World League. Победителем стал Антонио Иноки. 8 мая New Japan Pro Wrestling и WWWF (ныне WWE) объявили о деловом партнерстве. В декабре проводится первый турнир «Лиги кубка Карла Готча». Победителем становится Тацуми Фудзинами.

#### 1975 год
3 августа на ежегодном собрании National Wrestling Alliance в Новом Орлеане, Луизиана, Антонио Иноки подал заявку на вступление в NWA в качестве промоутера, но получил отказ из-за давления со стороны All Japan Pro Wrestling. Однако Сейджи Сакагучи и Хисаши Шинма были приняты в качестве номинантов, и членство было одобрено при условии, что чемпион мира в тяжелом весе NWA не будет выступать в New Japan Pro-Wrestling.

## Титулы
| Название                                                  | Основан         | Первый чемпион                          |
| Чемпионство мира IWGP в тяжёлом весе                      | 1 марта 2021    | Кота Ибуси                              |
| Телевизионное чемпионство мира IWGP                       | 10 октября 2022 | Зак Сейбр-младший                       |
| Командное чемпионство IWGP                                | 12 декабря 1985 | Кэнго Кимура и Тацуми Фудзинами         |
| Чемпионство IWGP в полутяжёлом весе                       | 6 февраля 1986  | Сиро Косинака                           |
| Командное чемпионство IWGP в полутяжёлом весе             | 9 августа 1998  | Синдзиро Отани и Тацухито Такаива       |
| Чемпионство NEVER в открытом весе                         | 5 октября 2012  | Масато Танака                           |
| Командное чемпионство шести человек NEVER в открытом весе | 21 декабря 2015 | Тору Яно, Джей Бриско и Марк Бриско     |
| Чемпионство Соединённых Штатов IWGP в тяжёлом весе        | 2 июля 2017     | Кенни Омега                             |
| Чемпионство Strong в открытом весе                        | 2 апреля 2021   | Том Лоулор                              |
| Командное чемпионство Strong в открытом весе              | 8 июня 2022     | Aussie Open (Кайл Флетчер и Марк Дэвис) |
| Чемпионство IWGP среди женщин                             | 29 июля 2022    | Каири                                   |

## Залы славы NJPW

### Клуб величайших 18-ти
«Клуб величайших 18-ти» был первым залом славы NJPW, созданным в 1990 году во время 30-летнего юбилея карьеры Антонио Иноки. Кроме того, Лу Тесз также представил титул Greatest 18 Club, вручив его Рики Тёшу.

#### Члены
1. Лу Тесз
2. Карл Готч
3. Андре Гигант
4. Дасти Роудс
5. Стэн Хэнсен
6. Вим Рюска
7. Билли Робинсон
8. Хиро Мацуда
9. Боб Бэклунд
10. Верн Ганье
11. Стронг Кобаяси
12. Халк Хоган
13. Мухаммед Али
14. Сэйдзи Сакагути
15. Ник Боквинкель
16. Джонни Пауэрс
17. Джонни Валентайн
18. Антонио Иноки

### Величайшие рестлеры
«Величайшие рестлеры» — это Зал славы NJPW, созданный в 2007 году для чествования борцов, выступавших за промоушен. С 2007 по 2011 год включение в него случалось 6 марта, в годовщину основания промоушена.
| Год  | Рестлер         |
| ---- | --------------- |
| 2007 | Антонио Иноки   |
| 2007 | Сэйдзи Сакагути |
| 2007 | Кантаро Хоcино  |
| 2007 | Котэцу Ямамото  |
| 2007 | Сёдзи Кай       |
| 2009 | Куниаки Кобаяси |
| 2009 | Акира Маэда     |
| 2009 | Чёрный кот      |
| 2010 | Энимал Хамагути |
| 2010 | Cинъя Хасимото  |
| 2011 | Дон Аракава     |